# De dromenmeester
De dromenmeester is het vierde stripalbum uit de Legende-reeks. Het werd voor het eerst uitgegeven bij Soleil in 2008. Het album is getekend door Yves Swolfs die tevens het scenario schreef.